# Episodi di The Bold Type (terza stagione)
La terza stagione della serie televisiva The Bold Type, composta da 10 episodi, viene trasmessa dalla rete televisiva statunitense Freeform dal 9 aprile 2019.
In Italia, la stagione è andata in onda dal 16 aprile 2020 su Premium Stories, canale a pagamento della piattaforma Mediaset Premium.
| n° | Titolo originale           | Titolo italiano             | Prima TV USA   | Prima TV Italia |
| -- | -------------------------- | --------------------------- | -------------- | --------------- |
| 1  | The New Normal             | La nuova normalità          | 9 aprile 2019  | 16 aprile 2020  |
| 2  | Plus It Up                 | Di più                      | 16 aprile 2019 | 23 aprile 2020  |
| 3  | Stroke of Genius           | Un colpo di genio           | 23 aprile 2019 | 30 aprile 2020  |
| 4  | The Deep End               | Andare a fondo              | 30 aprile 2019 | 7 maggio 2020   |
| 5  | Technical Difficulties     | Difficoltà tecniche         | 7 maggio 2019  | 14 maggio 2020  |
| 6  | #TBT                       | Il viale dei ricordi        | 14 maggio 2019 | 21 maggio 2020  |
| 7  | Mixed Messages             | Messaggi contrastanti       | 21 maggio 2019 | 28 maggio 2020  |
| 8  | Revival                    | Revival                     | 28 maggio 2019 | 4 giugno 2020   |
| 9  | Final Push                 | Lo sprint finale            | 4 giugno 2019  | 11 giugno 2020  |
| 10 | Breaking Through the Noise | Far sentire la propria voce | 11 giugno 2019 | 18 giugno 2020  |